# داریوش کمبل
داریوش کمبل-دانش (به انگلیسی: Darius Campbell-Danesh) (۱۹ اوت ۱۹۸۰ – ۱۱ اوت ۲۰۲۲) خواننده و ترانه‌سرا، موسیقی‌دان، بازیگر و تهیه‌کننده فیلم اسکاتلندی بود.
داریوش کمپل دانش، از پدری ایرانی و مادری اسکاتلندی در گلاسکو به دنیا آمد و در یک برنامه استعدادیابی وارد دنیای هنر شد.
او شهرت خود را بعداً با اجرای ترانه‌هایی که به آهنگ‌های برتر بریتانیا ارتقا یافت، کسب کرد. یک کتاب او درباره صنعت موسیقی نیز پرفروش شد و در دنیای تلویزیون و تهیه کنندگی فیلم نیز کار می‌کرد.

## اوایل زندگی
کمبل در ۱۹ اوت ۱۹۸۰ از مادر اسکاتلندی به نام آوریل کمبل و پدر ایرانی به نام بوت دانش در گلاسگو متولد شد. خانواده‌اش در منطقهٔ برزدن گلاسگو زندگی می‌کنند. او برادر بزرگ‌تر آریا (متولد ۱۹۸۳) و سایرس (متولد ۱۹۹۵) بود. پیش از ادامهٔ تحصیل در رشتهٔ ادبیات و فلسفه انگلیسی در دانشگاه ادینبرو، او در مدرسه ابتدایی برزدن و سپس در آکادمی گلاسگو تحصیل کرد.

## فعالیت هنری
او با نام هنری داریوش دو آلبوم استودیویی به نام‌های «Dive In (2002)» و «Live Twice (2004)» ضبط و اجرا کرد که هر دو به ۴۰ آلبوم برتر جدول آلبوم‌های بریتانیا رسیدند. اولین تک آهنگ او، "Colourblind"، در سال ۲۰۰۲ به رتبه ۱ جدول تک‌آهنگ‌های بریتانیا رسید. تک آهنگ‌های بعدی او، "Rushes" و "Incredible (What I Meant to Say)" به ترتیب در سال‌های ۲۰۰۲ و ۲۰۰۳ به ده نفر برتر بریتانیا رسیدند.
کمبل نقش بیلی فلین را در تئاتر وست اند شیکاگو در دو اجرای موزیکال اجرا کرد. او نقش اصلی Sky Masterson را در فیلم برندهٔ جایزهٔ لارنس اولیویه بچه‌ها و عروسک‌ها، و نقش اصلی رت باتلر را در اقتباس تئاتری سر ترور نون از «Gone with the Wind» (بر باد رفته) بازی کرد.
در سال ۲۰۱۰، او با تنور رولاندو ویلازون تمرین کرد، در مسابقهٔ «پاپ‌استار به اپرااستار آی‌تی‌وی» «ITV Popstar to Operastar» برنده شد و یک دوئت با Villazón در The Impossible Dream اجرا کرد. بزرگ‌ترین تولید اپرایی بریتانیا به مناسبت اولین حضور او در اپرا، در ورزشگاه او۲ آرنا لندن «O2 Arena» با رویال فیلارمونیک، در اپرای کارمن بود. در ۲۹ سالگی نقش اصلی اسکامیلو، معشوق کارمن را بر عهده گرفت. همچنین در سال ۲۰۱۰، او در تور «The History of the Big Bands» بازی کرد، نمایشی که مخاطبان را به سفری موسیقایی در دوران بیگ باند و سوینگ می‌برد.

### دیگر فعالیت‌ها

#### تلویزیون
در سال ۲۰۰۳، داریوش کمبل دانش در یک قسمت از کانال ۴ تلویزیون سوپ اپرا به نام «دختر در ماه» در هالیوکس در مهمانی فارغ‌التحصیلی ظاهر شد. در سال ۲۰۰۹، او در نمایش برنامه تلویزیونی بی‌بی‌سی به نام هتل بابل به‌عنوان یک ستاره مهمان در نقش «gennaro fazio»، سردبیر مجله ایتالیایی بازی کرد.

#### امور خیریه
داریوش کمبل دانش سفیر بنیاد پرینس تراست بود که به جوانان محروم کمک می‌کرد. او گیتاری را برای بنیاد «گیتار اید» طراحی کرد.او با حمایت انجمن لنفوم و تحقیقات سرطان انگلستان و دیگر موسسات خیریه مبتلا به سرطان فعال بود.

## زندگی شخصی
داریوش در فوریه ۲۰۱۱ در یک مراسم بی سروصدا با بازیگر کانادایی ناتاشا هنستریج ازدواج کرد.آن‌ها در ژوئیه ۲۰۱۳ خواستار طلاق شدند. طلاق آنها در فوریه ۲۰۱۸ نهایی شد.

## درگذشت
کمبل دانش در ۱۱ اوت ۲۰۲۲ در آپارتمانش در روچستر، مینه‌سوتا در وضعیت بی‌پاسخ دیده شد و سپس در همان روز مرگ این هنرمند ۴۱ ساله اعلام شد. خانوادهٔ او گزارش دادند که هیچ شرایط مشکوکی یا نشانه ای از قصد در مورد مرگ او وجود نداشت. ادای احترام توسط دوست نزدیک جرارد باتلر و دیگرانی که از نزدیک با دانش کار کرده بودند، از جمله سایمون کاول، ویل یانگ و گروه انت & دک، انجام شد.
هشت روز پس از پایان عمر او، اولین تک‌آهنگ داریوش به نام «کوررنگ» در رتبه دوم جدول دانلود تک‌آهنگ‌های رسمی بریتانیا و چارت‌های فروش قرار گرفت.
یک ماه پس از مرگ داریوش کمپل دانش، کالبدشکافی مینه‌سوتا اعلام کرد که او بر اثر استنشاق کلرواتان جان داده‌است. به نوشته گاردین، پزشکان گفته‌اند که استنشاق تصادفی گاز باعث خفگی او شد.